# アドルフ・グリーン
アドルフ・グリーン（Adolph Green 1914年12月2日 – 2002年10月23日）は、アメリカ合衆国の作詞家、脚本家。ミュージカル映画が最も愛された時代、特にメトロ・ゴールドウィン・メイヤーのアーサー・フリードの製作集団の作品に長い間ベティ・コムデンと共著で脚本や歌を書いた。世間的にグリーンとコムデンは結婚していると思われていたが実際はそうではない。しかし、彼らは約60年という長い間ユニークな喜劇の才能と洗練された機知を共有し、ハリウッドとブロードウェイの最も大きなヒット作のいくつかを協力して作り上げた。

## 経歴
グリーンはハンガリー系ユダヤ人の移民ダニエルとヘレン・ワイス・グリーンの間にブロンクスで生まれた。ハイスクールの後彼が俳優を目指すまでウォール街で外交員として働く。1938年に共通の友人を介してニューヨーク大学で演劇を勉強するコムデンに会う。彼らはthe Revuersという劇団を作り、グリニッジ・ヴィレッジのクラブであるヴィレッジ・ヴァンガードで演じられた。劇団では改名前のジュディ・ホリデーが喜劇女優として活動し、グリーンの親友の音楽家、レナード・バーンスタインはしばしばピアノで伴奏をした。公演は成功し映画の申し込みがあり、the Revuersはカルメン・ミランダとドン・アメチー主演の1944年の映画『グリニッジ・ビレッジ（英語版）』で名を残すことを願って西へ旅立った、彼らの役はかろうじて気付く程度に小さく即ニューヨークに戻る。
彼らはバーンスタインと共に『オン・ザ・タウン』で最初のブロードウェイでの活動をする。バーンスタインが振付師ジェローム・ロビンズと製作したバレエ『ファンシー・フリー（英語版）』の発展形で、ニューヨーク市を舞台に3人の水夫の休暇中ドタバタミュージカルである。コムデンとグリーンは歌詞と脚本を書き、多くの部分を自身で書き換える。彼らの次の2つのミュージカル『Billion Dollar Baby（英語版）』（1945年）と『Bonanza Bound』（1947年）は成功とはいかず、再度彼らはカリフォルニアに向かいすぐにMGMで仕事を見つける。
彼らはジューン・アリソンとピーター・ローフォード主演の映画『Good News（英語版）』、ジンジャー・ロジャースとフレッド・アステア主演の映画『ブロードウェイのバークレー夫妻（英語版）』、そしてフランク・シナトラとジーン・ケリー主演の映画『踊る大紐育』の脚本を書いた。『踊る大紐育』はバーンスタインの音楽が気に入らなかったアーサー・フリードの要望によりバーンスタインの音楽は廃棄された。
彼らは最も成功したプロジェクト、ハリウッドのサイレント映画時代の終盤を描いた古典『雨に唄えば』でケリーと再会。多くの映画歴史家に古今を問わず最高のミュージカル映画であると考えられており、1998年にアメリカン・フィルム・インスティチュートによって選ばれる20世紀の上位100本のアメリカ映画で10位にランク入りした。彼らはさらに『バンド・ワゴン』をヒットさせるが登場人物で劇中劇の脚本を書く夫妻チームのレスターとリリーを自分たちをモデルとして書いたものである。『バンド・ワゴン』と『いつも上天気』で2度オスカーにノミネートされ、2作品共『踊る大紐育』と同様全米脚本家協会賞を受賞。
この数年間の彼らの舞台活動はバート・ラーとドロレス・グレイ（英語版）主演レビュー『Two on the Aisle（英語版）』、ヒット・コメディ『マイ・シスター・アイリーン（英語版）』を脚色したロザリンド・ラッセルとイーディ・アダムス（英語版）がオハイオからニューヨークにたどり着こうとする姉妹を演じる『ワンダフルタウン』、電話交換手役のジュディ・ホリデーと再会した『ベルズ・アー・リンギング（英語版）』など。スタンダード・ナンバー『Just in Time（英語版）』、『Long Before I Knew You』、『The Party’s Over（英語版）』は彼らの作品をより豊かにした。
1958年、いくつかの初期短編を含むレビュー『A Party with Betty Comden and Adolph Green（英語版）』でブロードウェーに出演。それは批評的にも商業的にも成功し、1977年にバージョンアップして再演。
彼らの他の功績はブロードウェイとテレビの両方でのメリー・マーティン（英語版）版『ピーター・パン』、メトロポリタン歌劇場の短縮版『こうもり』、キャロル・バーネット、レスリー・アガムス（英語版）、ローレン・バコールのミュージカルなど。ガーソン・ケニン、サイ・コールマン、ジュール・スタイン、アンドレ・プレヴィンなどと共作。
彼らは失敗作が無かったわけではない。1982年、ヘンリック・イプセンの『人形の家』でノラが夫を捨てた後を描いた『A Doll's Life』はたった5公演で終了したが、脚本と音楽でトニー賞にノミネートされる。
1991年、コムデンとグリーンはケネディ・センター名誉賞を受賞。
グリーンの3番目の妻は『ベルズ・アー・リンギング』でホリデーの代役だった女優、ピュリス・ニューマン（英語版）。彼らにはアダムとアマンダという2人の子供がいた。
2002年12月4日、彼のブロードウェイでの追悼式にはベティ・コムデンはもちろん、ローレン・バコール、ケビン・クライン、ジョエル・グレイ、クリスティン・チェノウェス、アーサー・ローレンツ（英語版）、ピーター・ストーン（英語版）などの著名人が出席し、シュバート劇場（英語版）で行われた。

## トニー賞
- 1991年 最優秀オリジナルスコア賞（『ウィル・ロジャース・フォーリーズ（英語版）』受賞）
- 1986年 最優秀ミュージカル脚本賞（『雨に唄えば』ノミネート）
- 1983年 最優秀ミュージカル脚本賞（『A Doll's Life』ノミネート）、最優秀音楽賞（『A Doll's Life』ノミネート）
- 1978年 最優秀ミュージカル脚本賞（『20世紀号に乗って（英語版）』受賞）、最優秀音楽賞（『20世紀号に乗って』受賞）
- 1970年 作品賞（『アプローズ』受賞）
- 1968年 最優秀作曲賞作詞賞（『ハレルヤベイビー!（英語版）』受賞）、作品賞（『ハレルヤベイビー!』受賞）
- 1961年 作品賞（『ド・レ・ミ』ノミネート）
- 1957年 作品賞（『ベルズ・アー・リンギング（英語版）』ノミネート）
- 1953年 作品賞（『ワンダフルタウン』受賞）